# 1100 w polityce
Wydarzenia polityczne w 1100 roku.

## Wydarzenia
- 2 sierpnia Wilhelm II Rudy ginie podczas polowania.
- 5 sierpnia Henryk I Beauclerc[1] koronowany na króla Anglii[2].
- 25 grudnia Baldwin I z Boulogne[3][4], brat Gotfryda z Bouillon, zostaje królem Jerozolimy[2].